# دوري المقاطعات الشمالي الغربي 1986–87
دوري المقاطعات الشمالي الغربي 1986–87 هو موسم من دوري المقاطعات الشمالي الغربي. فاز فيه نادي ستاليبريدج سيلتيك.